# Orsima constricta
Espèce
Orsima constricta est une espèce d'araignées aranéomorphes de la famille des Salticidae.

## Distribution
Cette espèce se rencontre en Afrique de l'Ouest et en Afrique centrale.

## Description
Le mâle holotype mesure 4 mm.
La carapace des mâles mesure de 1,8 à 2,1 mm de long et l'abdomen de 2,45 à 3,0 mm et la carapace des femelles mesure 1,65 mm de long et l'abdomen de 2,1 à 2,5 mm.

## Publication originale
- Simon, 1901 : Descriptions d'arachnides nouveaux de la famille des Attidae (suite). Annales de la Société Entomologique de Belgique, vol. 45, p. 141-161 (texte intégral).